# Шапиро, Харви
Харви Шапиро (англ. Harvey Shapiro; 22 июня 1911, Нью-Йорк — 25 октября 2007, Нью-Йорк) — американский виолончелист.
Родился в еврейской семье российского происхождения. Учился в Институте музыкального искусства у Виллема Виллеке и Дирана Алексаняна. В 1935 году стал победителем Наумбурговского конкурса молодых исполнителей.
С 1937 года играл в Симфоническом оркестре NBC под руководством Артуро Тосканини, в 1944—1946 гг. концертмейстер виолончелей. Одновременно выступал как ансамблист, в 1938—1942 гг. в составе струнного квартета с Оскаром Шумским, Джозефом Гингольдом и Уильямом Примроузом, а затем в 1947—1963 гг. в составе квартета нью-йоркской радиостанции классической музыки WQXR.
Как солист выступал редко, но с трудными программами, исполненными на высоком уровне. Аккомпаниатором Шапиро нередко выступал Яша Зайде, вместе они также записали виолончельные сонаты Рихарда Штрауса и Дмитрия Шостаковича. Сонаты Сергея Рахманинова и Золтана Кодая Шапиро записал с Эрлом Уайлдом.
С 1970 г. преподавал в Джульярдской школе, где, по словам его ученика, а затем ассистента Джеймса Крегера, отличался внимательностью, индивидуальным подходом, готовностью работать с учениками, ещё не вполне проявившими себя. Педагогическая деятельность Шапиро продолжалась до середины 2000-х гг. Среди его учеников был Орфео Мандоцци.